# Kraig Nienhuis
Kraig Jacob Nienhuis (* 9. Mai 1962 in Sarnia, Ontario) ist ein ehemaliger austro-kanadischer Eishockeyspieler, der den größten Teil seiner aktiven Karriere in Europa verbrachte.

## Karriere
Nienhuis begann seine Profikarriere nach den Collegejahren beim Rensselaer Polytechnic Institute bei den Boston Bruins in der National Hockey League, wo er als Free Agent unter Vertrag genommen worden war. Nach seiner recht erfolgreichen Rookie-Saison erhielt er jedoch nur noch wenig Eiszeit und absolvierte schließlich 1987 sein letztes Spiel. Er orientierte sich nach Europa und hatte sein erstes langfristiges Engagement beim ESV Kaufbeuren in der Deutschen Eishockey-Bundesliga. Nach einer kurzen Zeit beim Mannheimer ERC unterzeichnete er schließlich einen Vertrag beim österreichischen Erstligisten EC KAC, wo er volle vier Spielzeiten verbrachte und mit dem Club auch einen Meistertitel gewinnen konnte. Nienhuis wurde in Klagenfurt schnell zu einem der Publikumslieblinge, da er abseits seiner attraktiven Spielweise auch als Entertainer auftrat und immer wieder einmal als Musiker in Erscheinung trat. Nienhuis wurde auch die österreichische Staatsbürgerschaft verliehen, er absolvierte jedoch nur einen Einsatz beim Nationalteam und blieb dabei in sechs Spielen ohne Punkte.
Im Jahr 1994 wechselte Nienhuis nach Slowenien zum HDD Olimpija Ljubljana, wo er zu den Topscorern der slowenischen Eishockeyliga gehörte und in beiden Spielzeiten den Meistertitel mit dem Club gewinnen konnte. Anschließend kehrte er nach Deutschland zurück und verbrachte eine Saison bei den Eisbären Berlin. Nach einem Jahr in der britischen Ice Hockey Superleague ging er zurück nach Übersee und absolvierte noch zwei Spielzeiten bei den Port Huron Border Cats in der United Hockey League, ehe er seine aktive Karriere beendete.

### Musikalische Laufbahn
Bereits während seiner Karriere als Eishockeyspieler ließ Nienhuis immer wieder musikalisches Talent aufblitzen und trat als Sänger und Gitarrist zum Vergnügen der Fans auf. In Klagenfurt nahm er mit Dieter Themel und den Bluesbreakers eine Schallplatte auf, die lokal zu einem großen Hit wurde, und in Berlin wurde sein Song Eisbärn zum Kult, in dem er im Refrain auf Deutsch die Zeile „Ich bin ein Eisbär in Berlin.“ singt. Nach seiner Eishockey-Karriere gründete er die Band 9House, mit der er bis heute auf Tournee ist und unter anderem als Vorgruppe von ZZ Top, Nickelback, den Beach Boys und INXS auftrat.

## Erfolge und Auszeichnungen
- 1984 Meister der National Collegiate Athletic Association
- 1985 Meister der National Collegiate Athletic Association
- 1991 Österreichischer Meister mit dem EC KAC
- 1992 Auszeichnung zum Kärntner Eishockey Superstar des Jahres
- 1993 Auszeichnung zum Kärntner Eishockey Superstar des Jahres
- 1995 Slowenischer Meister mit dem HDD Olimpija Ljubljana
- 1996 Slowenischer Meister mit dem HDD Olimpija Ljubljana
- 1999 Murphy-Cup-Gewinn mit den St. Louis Vipers

## Karrierestatistik
(Legende zur Spielerstatistik: Sp oder GP = absolvierte Spiele; T oder G = erzielte Tore; V oder A = erzielte Assists; Pkt oder Pts = erzielte Scorerpunkte; SM oder PIM = erhaltene Strafminuten; +/− = Plus/Minus-Bilanz; PP = erzielte Überzahltore; SH = erzielte Unterzahltore; GW = erzielte Siegtore; 1 Play-downs/Relegation; Kursiv: Statistik nicht vollständig)